# Peter Theodore Landsberg
Peter Landsberg (auch Peter T. Landsberg oder Peter Theodore Landsberg) (* 8. August 1922 in Berlin; † 14. Februar 2010 in Southampton) war ein deutsch-englischer theoretischer Physiker und Professor für Angewandte Mathematik an der Universität Southampton.

## Familie
Peter T. Landsberg wurde in Berlin als der jüngere von zwei Söhnen des Architekten Max Landsberg und der Ärztin Hedwig Landsberg, geb. Hamburger (1888–1956) in eine alteingesessene säkulare jüdische Familie geboren. Sein älterer Bruder war der 1920 geborene, spätere Chemiker Rolf Landsberg, seine Großväter der Bauingenieur Theodor Landsberg (1847–1915) und der Bankier Naphtali Hamburger (1854–1934). Der Rabbiner von Rochester, NY, USA, Max Landsberg war ein Bruder seines Großvaters Theodor. Peter T. Landsberg war seit 1955 mit der Botanikerin Sylvia Barkley verheiratet. Das Ehepaar hatte drei Kinder.

## Leben und Leistung
Der Vater von Peter T. Landsberg starb schon 1930, als seine Söhne noch im Kindesalter waren. Während Peters Bruder Rolf bereits 1934 an eine Quäkerschule nach England ging, blieb Peter bis Januar 1939 in Deutschland, wo er die Private Jüdische Waldschule Kaliski besuchte, und folgte erst dann seinem Bruder nach England nach, während seine Mutter wenig später nach Brasilien emigrierte, wohin sich auch ihr Bruder Hans Nathan Hamburger (1891–1953) mit seiner Familie geflüchtet hatte. Peter T. Landsberg begann in London Physik zu studieren. Mit Beginn des Zweiten Weltkriegs galt er aber vorerst als feindlicher Ausländer und wurde, wie manch andere, zeitweise auf der Isle of Man interniert. Nach dem Krieg konnte er seine Studien 1949 mit dem Doktortitel des Imperial College London abschließen. 1959, im Alter von nur 37 Jahren, wurde Landsberg zum Professor für Angewandte Mathematik am University College Cardiff ernannt. Dort blieb er bis 1972. Dann ging er nach Southampton, um dort den Lehrstuhl für Angewandte Mathematik zu übernehmen, den er bis zu seiner Emeritierung 1987 innehatte.
Landsberg veröffentlichte 417 wissenschaftliche Artikel und elf Bücher. Er beschäftigte sich in seiner langen Karriere als theoretischer Physiker mit grundlegenden Fragen der Quantenmechanik, Kosmologie und Thermodynamik sowie mit Halbleiterelektronik. Die nach ihm benannte sogenannte Landsberg Efficiency gibt die theoretisch höchst mögliche Umwandlung von Sonnenenergie in elektrische Energie an.

## Werke
- Herausgeber: The Enigma of Time. A selection of thought-provoking articles. Hilger, Bristol 1982; CRC Press, 1983.
- Seeking Ultimates: an intuitive guide to physics. Taylor & Francis, 1999.
- Thermodynamics with quantum statistical illustrations. Interscience, 1961
- Thermodynamics and statistical mechanics. Dover 2014
- Problems in thermodynamics and statistical physics. London 1971, Dover 2014
- Recombination in semiconductors. Cambridge University Press, 1991
- mit David A. Evans: Mathematical cosmology. An introduction. Clarendon Press, Oxford 1977
- Herausgeber: Solid-state theory: methods and applications. Wiley Interscience, 1969